# Anjer, lelie, lelie, roos
Anjer, lelie, lelie, roos (Engels: Carnation, Lily, Lily, Rose) is een doek van de Amerikaanse schilder John Singer Sargent uit de jaren 1885-1886. Het hangt sinds 1897 in Tate Britain in Londen.

## Voorstelling
In de schemering van een zomeravond zijn twee meisjes in eenvoudige witte kleren elk in de weer met een wasstokje om een lampion aan te steken in de tuin. Hun gezichten worden verlicht door het warme licht van de kaarsen. In het lange gras groeien donkerrode en witte anjers, op de achtergrond en ook in de rechterbenedenhoek bloeien rozenstokken, en witte lelies steken boven de hoofden van de meisjes uit. Tussen de rozenstruiken en een staak is een touwtje gespannen waaraan nog meer papieren lampions zijn opgehangen. Er is geen horizon of houvast om de diepte te peilen. De kijker ziet van boven neer op de kinderen maar lijkt zich op dezelfde grond te bevinden.

## Ontstaan
Sargent maakte het werk na een verblijf in Parijs, waar hij was vertrokken door de heisa rond zijn Portret van Madame X. Hij spendeerde de zomer van 1885 in Farnham House in Broadway in de Cotswolds, het huis van zijn collega-schilder Francis Davis Millet, waar ook de schrijver Robert Louis Stevenson toen te gast was. Al in 1884 had Sargent een Garden Study of the Vickers Children gemaakt, met bijna meer dan levensgrote lelies. Het idee voor Anjer, lelie, lelie, roos kwam bij hem op tijdens een boottocht op de Theems bij Pangbourne in september 1885 met de Amerikaanse kunstenaar Edwin Austin Abbey. Hij zag Chinese lantaarns hangen tussen bomen en lelies. Verder liet hij zich inspireren door het destijds zeer populaire lied The Wreath van Joseph Mazzinghi, waarin een man op zoek is naar zijn vriendin Flora, die een krans draagt met "anjer, lelie, lelie, roos".
Sargent maakte een groot aantal studies van de mensen en de bloemen in het werk. Als model nam hij eerst Katherine, de toen vijfjarige dochter van Millet, maar al snel verving hij haar door Dorothy en Polly Barnard, de dochters van de illustrator Frederick Barnard. Links op de foto is de elfjarige Dorothy (Dolly) te zien, rechts de zevenjarige Polly. Ze hadden precies de haarkleur die Sargent voor ogen stond.
Met de grootste zorg probeerde de schilder het avondlicht te vatten tijdens openluchtsessies naar het leven. Omdat de purperen schemer maar een paar minuten per dag aan zijn verwachtingen voldeed, werkte hij van september tot begin november 1885 en in de zomer van 1886 aan het schilderij tot hij het in oktober voltooide. Hij liet zijn modellen elke avond kort van tevoren plaatsnemen in de tuin van Millets huis, terwijl hij tenniste met vrienden. Op het juiste moment onderbrak hij zijn spel een paar minuten om snel zijn klaarliggende palet en penseel te nemen en verder te schilderen. Toen de bloemen verwelkt waren, kocht Sargent kunstbloemen. In november droegen de meisjes lange witte truien onder hun kleren en de schilder zelf was "ingepakt als een poolreiziger". Verschillende keren schraapte hij het werk van de vorige avond weg om het opnieuw te doen. Op het einde sneed hij links ongeveer 60 centimeter van het doek "om de compositie te concentreren".
Hij presenteerde het werk in 1887 op een tentoonstelling van de Royal Academy of Arts. Het oogstte kritiek vanwege de Franse, impressionistische stijl, maar ook veel lof. Op aandringen van Frederic Leighton, de president van de Royal Academy, werd het schilderij nog datzelfde jaar aangekocht. Sinds de opening van Tate Gallery in 1897 is het daar te zien.